# 深尾重先
深尾 重先（ふかお しげもと）は、江戸時代後期の土佐藩の重臣。深尾家当主・佐川領主10代。

## 略歴
文政10年（1827年）、深尾采女重愷の子として誕生した。
嘉永6年（1853年）に伯父の9代当主・深尾重教が死去した際、重教の子の重愛は幼かったため、重先が養子に入り家督を継ぐ。その際、重愛は重先の養子となる。
安政2年（1855年）、奉行職に就く。勤王家で尊攘論が沸騰し、万延元年（1860年）、藩より蟄居を命じられたため養子の重愛が一時家督を継ぐが、文久2年（1862年）に処分が解かれ復職し、山内容堂に用いられた。そのため重愛は継嗣に戻っている。
慶応3年（1867年）、徳川慶喜が将軍職を辞した時、容堂に従って上京し尽くすことが多かった。鳥羽・伏見の戦いでは、容堂と共に土佐兵を抑えようとしたが、水泡に帰す。慶応4年（1868年）2月の堺事件には容堂に代わって事を処し、同年3月に京師詰を命じられ、7月に参内し土佐藩重臣として藩主を補佐した。明治2年（1869年）6月の版籍奉還後の諸政改革にも力を用い、功績を挙げた。明治4年（1871年）に隠居し、再び重愛が家督を継いだ。
明治23年（1890年）1月30日、死去。享年64。南洋拓殖社長や日本サッカー協会会長等を務めた深尾隆太郎は嫡孫。